# Julio Montero Castillo
Julio Walter Montero Castillo (né le 25 avril 1944 à Montevideo en Uruguay) est un joueur de football international uruguayen, qui évoluait au poste de milieu de terrain.
Son fils, Paolo, était également footballeur.

## Biographie

### Carrière en club
Avec le Club Nacional, il remporte trois titres internationaux : une Copa Libertadores, une Coupe intercontinentale et enfin une Copa Interamericana.

### Carrière en sélection
Avec l'équipe d'Uruguay, il joue 43 matchs (pour un but inscrit) entre 1967 et 1978.
Il figure dans le groupe des sélectionnés lors des Coupes du monde de 1970 et de 1974. Lors du mondial 1970 organisé au Mexique, il est titulaire indiscutable et joue six matchs. L'Uruguay se classe 4e de la compétition. En revanche lors du mondial 1974 organisé en Allemagne, il a perdu sa place de titulaire et ne joue qu'une seule rencontre, face aux Pays-Bas.
Il participe également au championnat sud-américain de 1967. La sélection uruguayenne remporte la compétition en devançant l'équipe d'Argentine.

## Palmarès

### Palmarès en club
Club Nacional
| - Championnat d'Uruguay (6) : - Champion : 1966, 1969, 1970, 1971, 1972 et 1977. - Copa Libertadores (1) : - Vainqueur : 1971. - Finaliste : 1967 et 1969. |  | - Coupe intercontinentale (1) : - Vainqueur : 1971. - Copa Interamericana (1) : - Vainqueur : 1972. |

### Palmarès en sélection
Uruguay
- Championnat sud-américain (1) :
  - Vainqueur : 1967.